# Palatul Cotroceni
Palatul Cotroceni este o reședință regală din București, care servește azi ca sediu al Președinției României. Se află în sectorul 6, pe Bulevardul Geniului nr. 1-3. O parte a palatului este deschisă vizitelor publicului din 27 decembrie 1991, când a fost inaugurat Muzeul Național Cotroceni.

## Istoric
În anul 1679 domnul Șerban Cantacuzino a ridicat pe dealul Cotrocenilor o mănăstire. Biserica și anexele mănăstirești au fost ridicate în decurs de doi ani. Opera lui Șerban Cantacuzino a fost continuată de Constantin Brâncoveanu, care a poposit adeseori la mănăstire. În 1862 Alexandru Ioan Cuza a hotărât să utilizeze Mănăstirea Cotroceni ca reședință domnească de vară.  

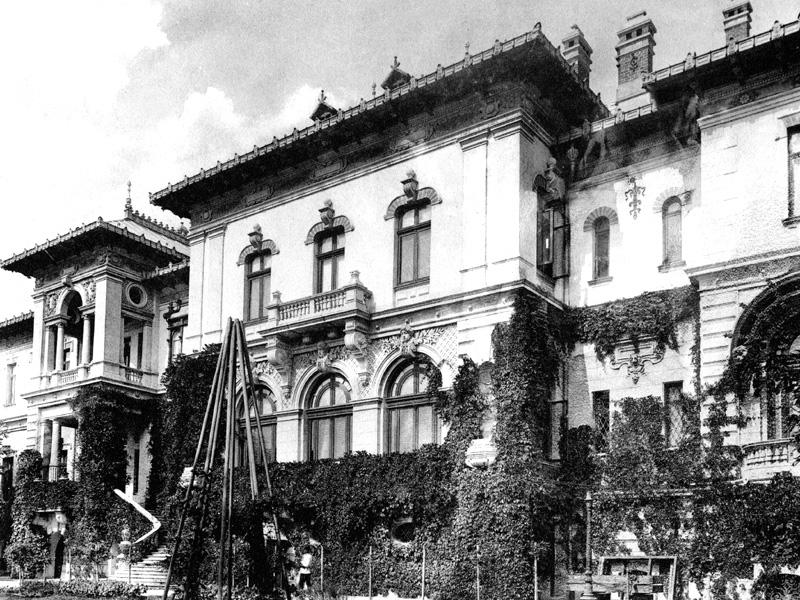
Palatul Cotroceni la 1900

La începutul domniei, Principele Carol I al României primește ca reședință de vară vechile case domnești de la Cotroceni. Carol I hotărăște să construiască în incinta mănăstirii un palat, în folosința moștenitorilor Coroanei, care să-i servească drept reședință oficială în București. Planurile edificiului au fost realizate de arhitectul Paul Gottereau în stil clasic venețian. În mai 1883 se deschide Guvernului un credit de 1 700 000 de lei pentru dărâmarea vechilor case domnești și construirea palatului de la Cotroceni. Construcția a început în anul 1888. Mai târziu, arhitectul român Grigore Cerchez a reconceput aripa nordică în stil național romantic, adăugând o sală mare, cu o terasă deasupra și două foișoare cu coloane, dintre care unul era replica faimosului foișor de la Mănăstirea Hurezi. Principesa Maria și Principele Ferdinand s-au mutat la Cotroceni în martie 1896.
În august 1916, la Palatul Cotroceni a avut loc Consiliul de Coroană, prezidat de Regele Ferdinand, în care s-a stabilit intrarea României în primul Război Mondial de partea Antantei.
Între anii 1949 - 1976, Palatul Cotroceni a devenit Palatul Pionierilor. Avariat în timpul cutremurului din 1977, lucrările de restaurare au durat aproximativ 10 ani, fiind coordonate de arhitectul Nicolae Vlădescu.

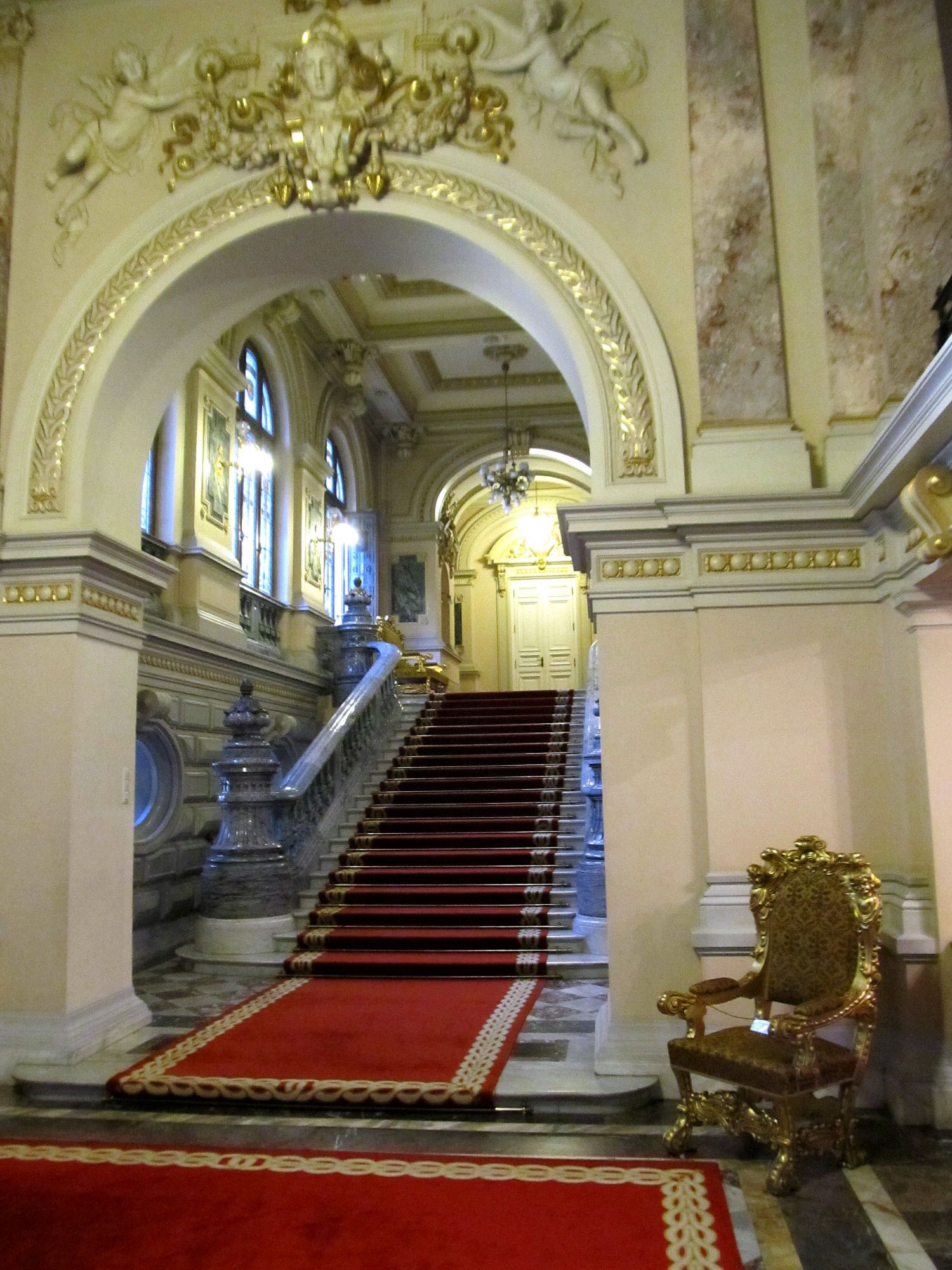
Muzeul Cotroceni

În anul 1984, la ordinul președintelui Nicolae Ceaușescu a fost demolată biserica mănăstirii, ridicată de Șerban Cantacuzino.
Palatul Cotroceni a devenit după Revoluția română din 1989 reședința oficială a Președintelui României.

## „Ziua porților deschise”
Cu anumite ocazii, „zile ale porților deschise”, palatul prezidential poate fi vizitat de către public. Președinții Ion Iliescu și Emil Constantinescu obișnuiau să deschidă Palatul Cotroceni publicului cu ocazia zilelor lor de naștere și onomastice. Președintele Traian Băsescu a deschis palatul pentru public pentru prima dată în data de 18 mai 2008, cu ocazia împlinirii unui an de la referendumul care l-a confirmat în funcție. Cu această ocazie palatul a fost vizitat de 20000 de persoane. Pe durata celor peste zece ani ai mandatelor lui Klaus Iohannis nu au fost organizate zile ale porților deschise pentru publicul larg. Ulterior, în timpul interimatului lui Ilie Bolojan, evenimentul a fost organizat în fiecare zi de vineri, sâmbătă și duminică.

## Muzeul Cotroceni
Din anul 1991, corpul istoric al palatului a fost deschis vizitatorilor, devenind Muzeul Cotroceni. În 2009, după ample lucrări de restaurare, Biserica Cotroceni a fost de asemenea inclusă în traseul muzeal.  Din data de 14 martie 2025, președintele interimar al României, Ilie Bolojan, a deschis grădinile, cât și interiorul Palatului Cotroceni pentru public. Muzeul se află în grija Administrației Prezidențiale.

## Galerie de fotografii

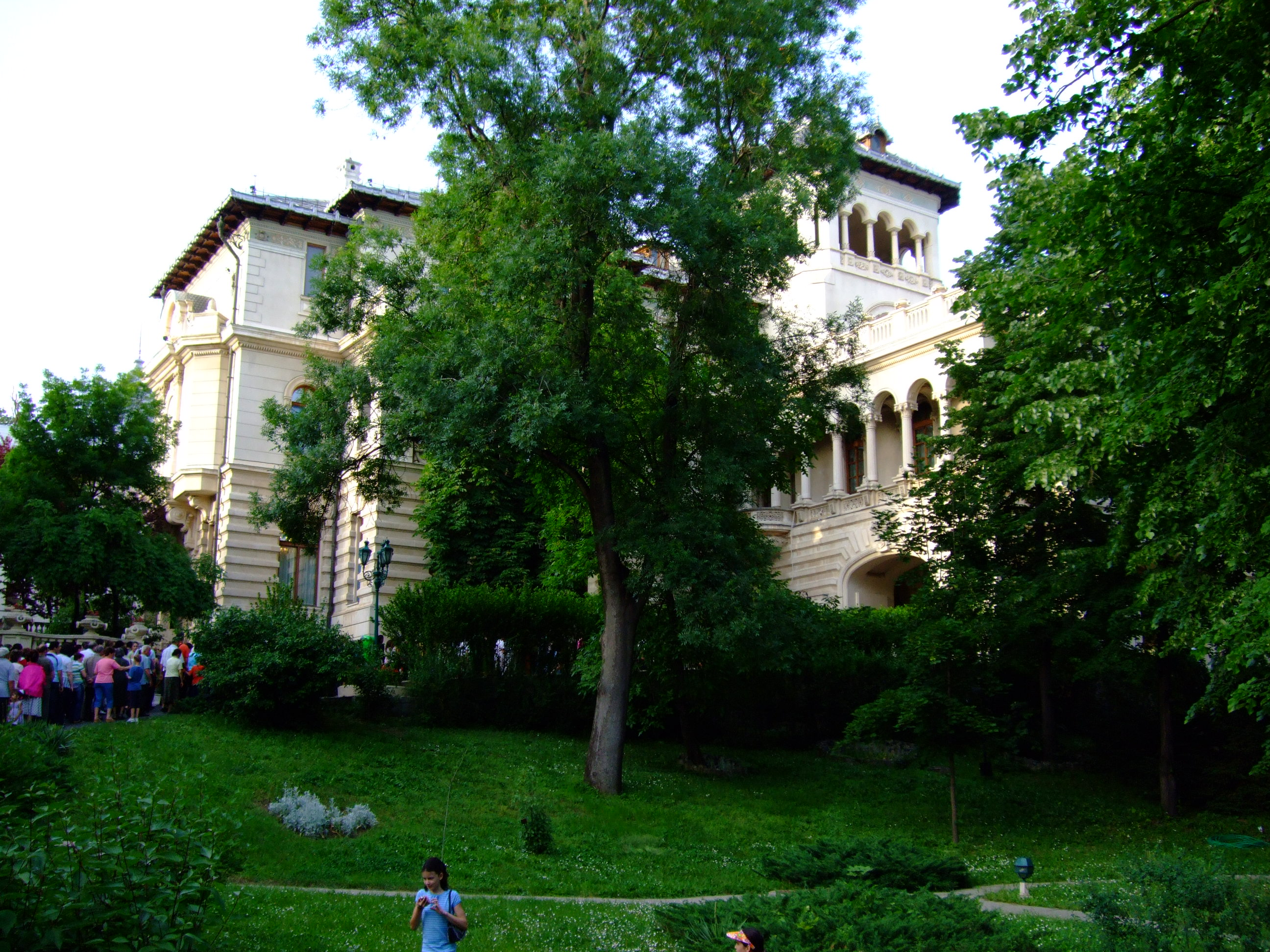
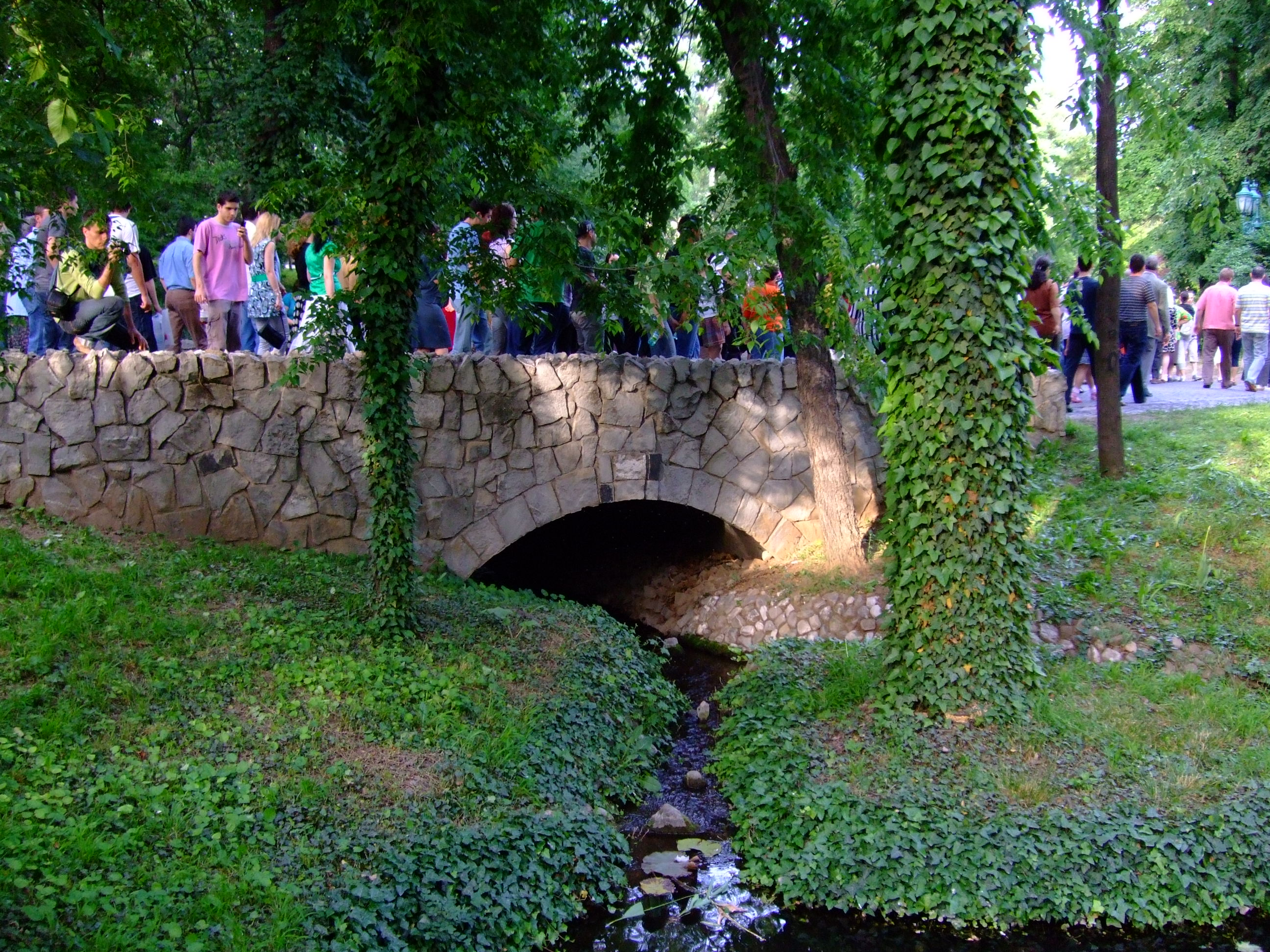
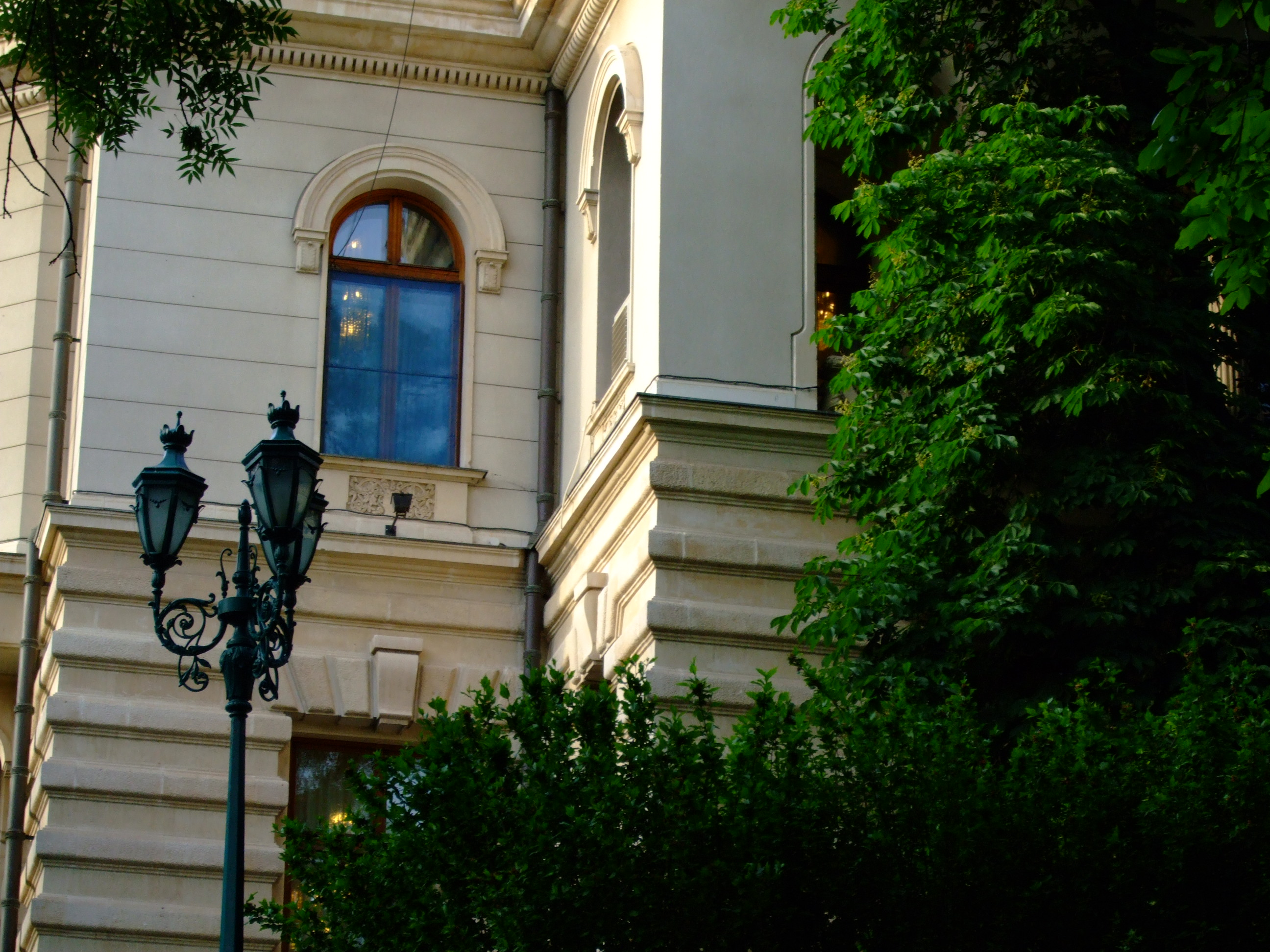
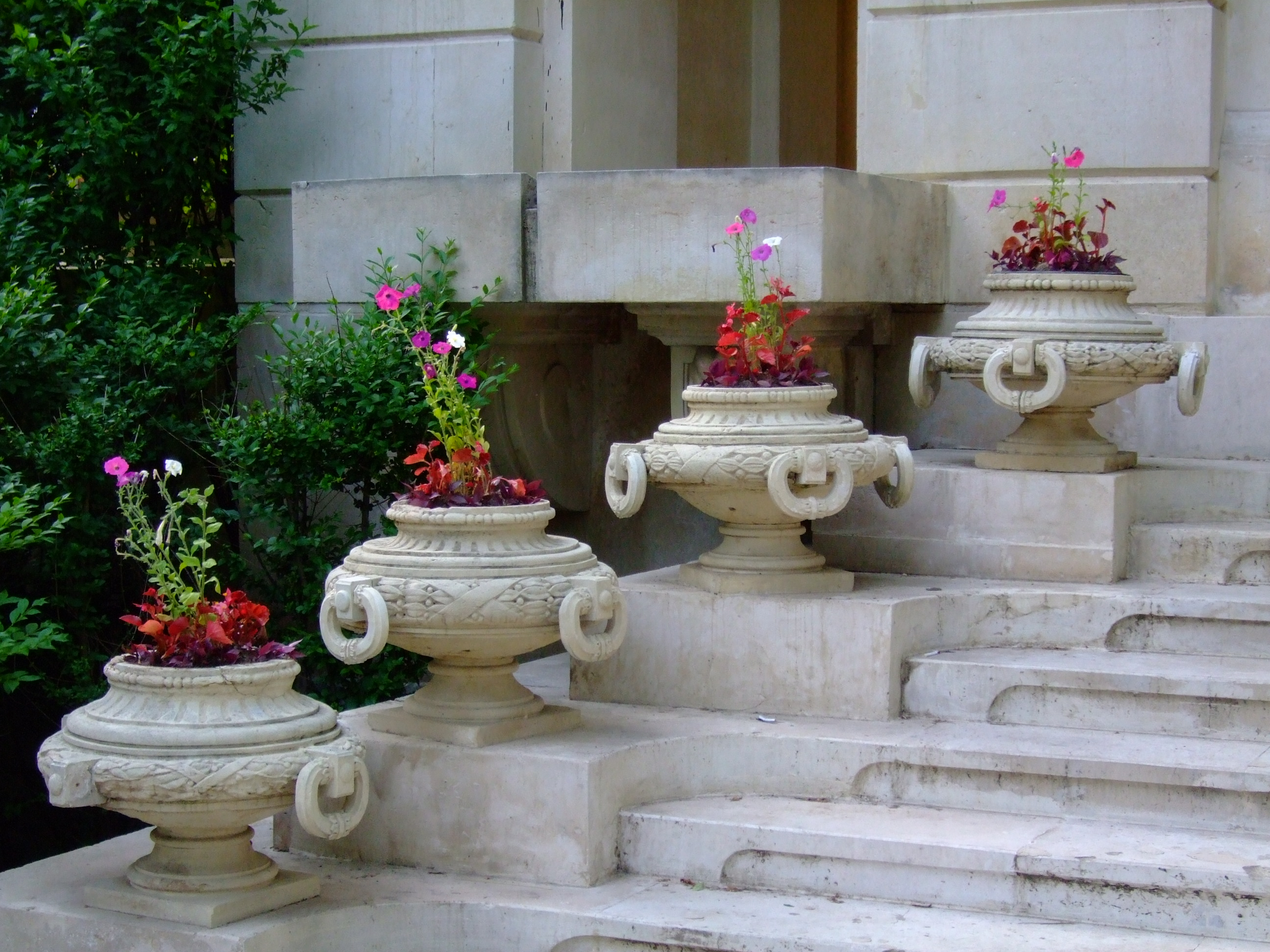
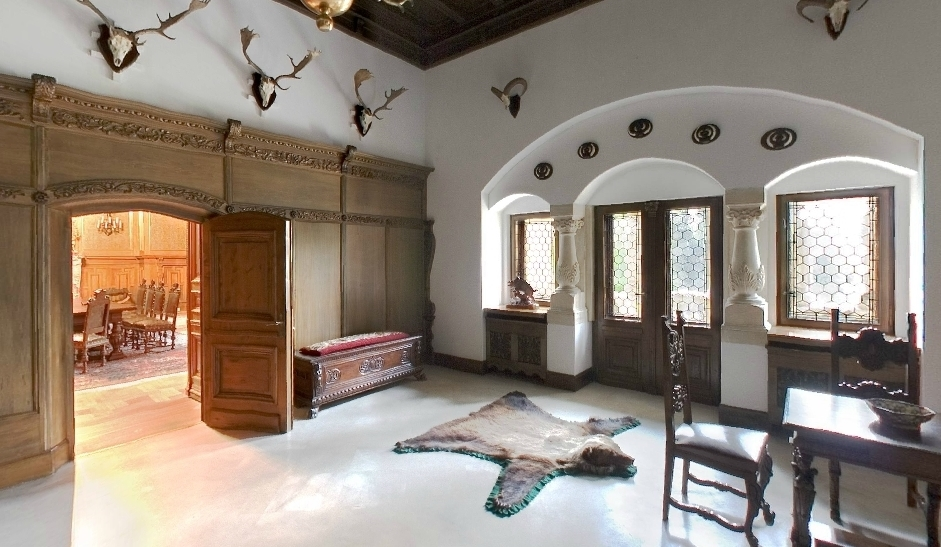
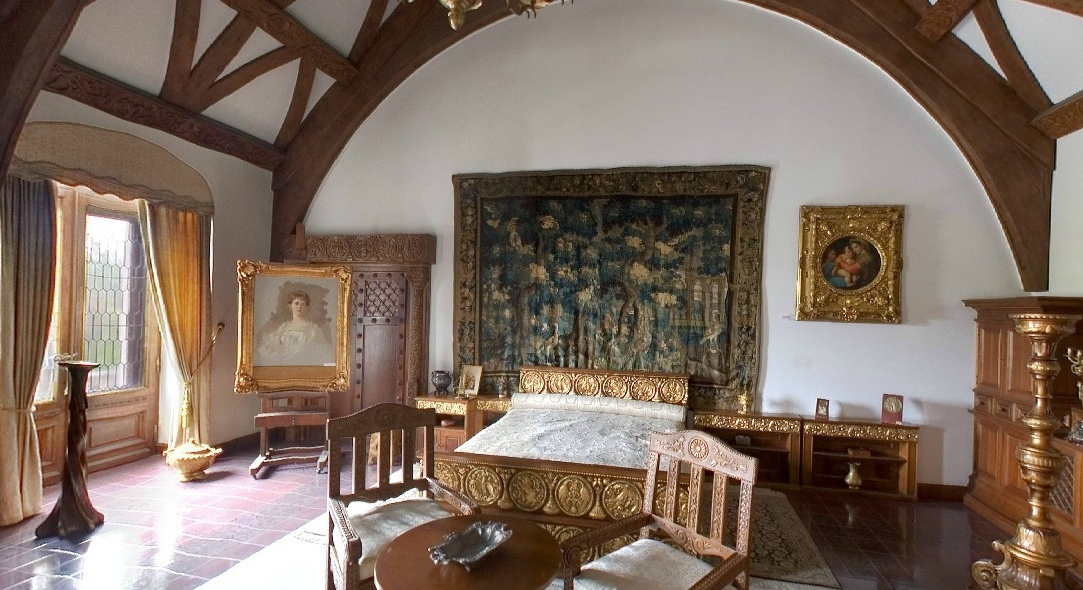
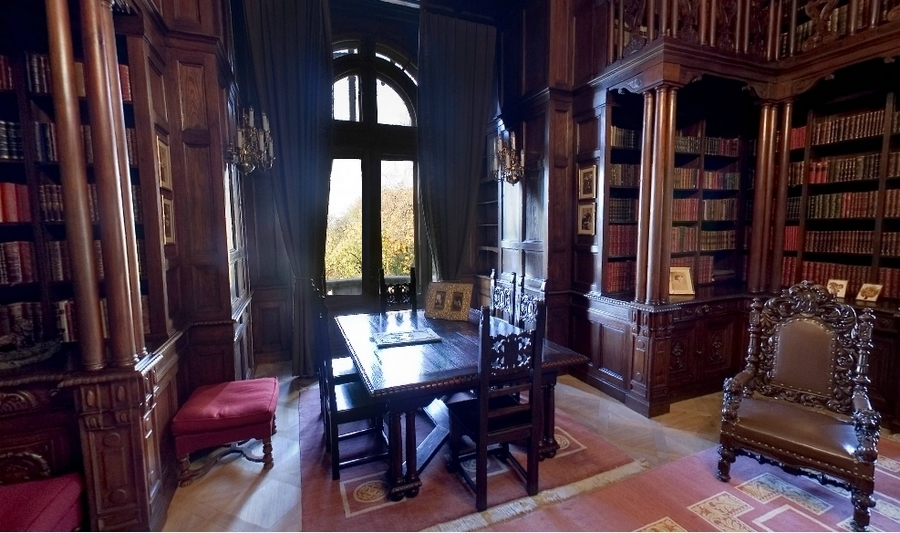
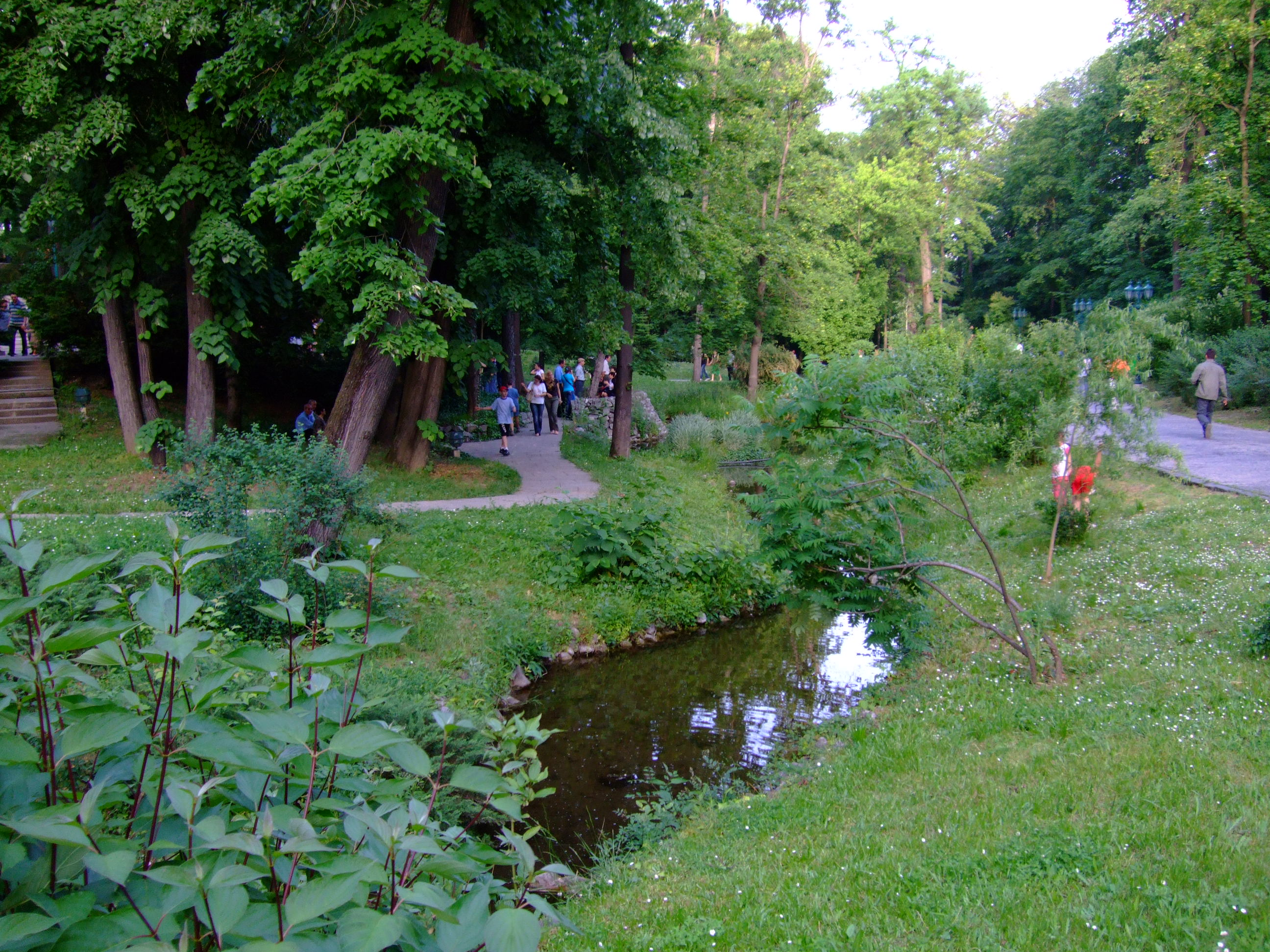
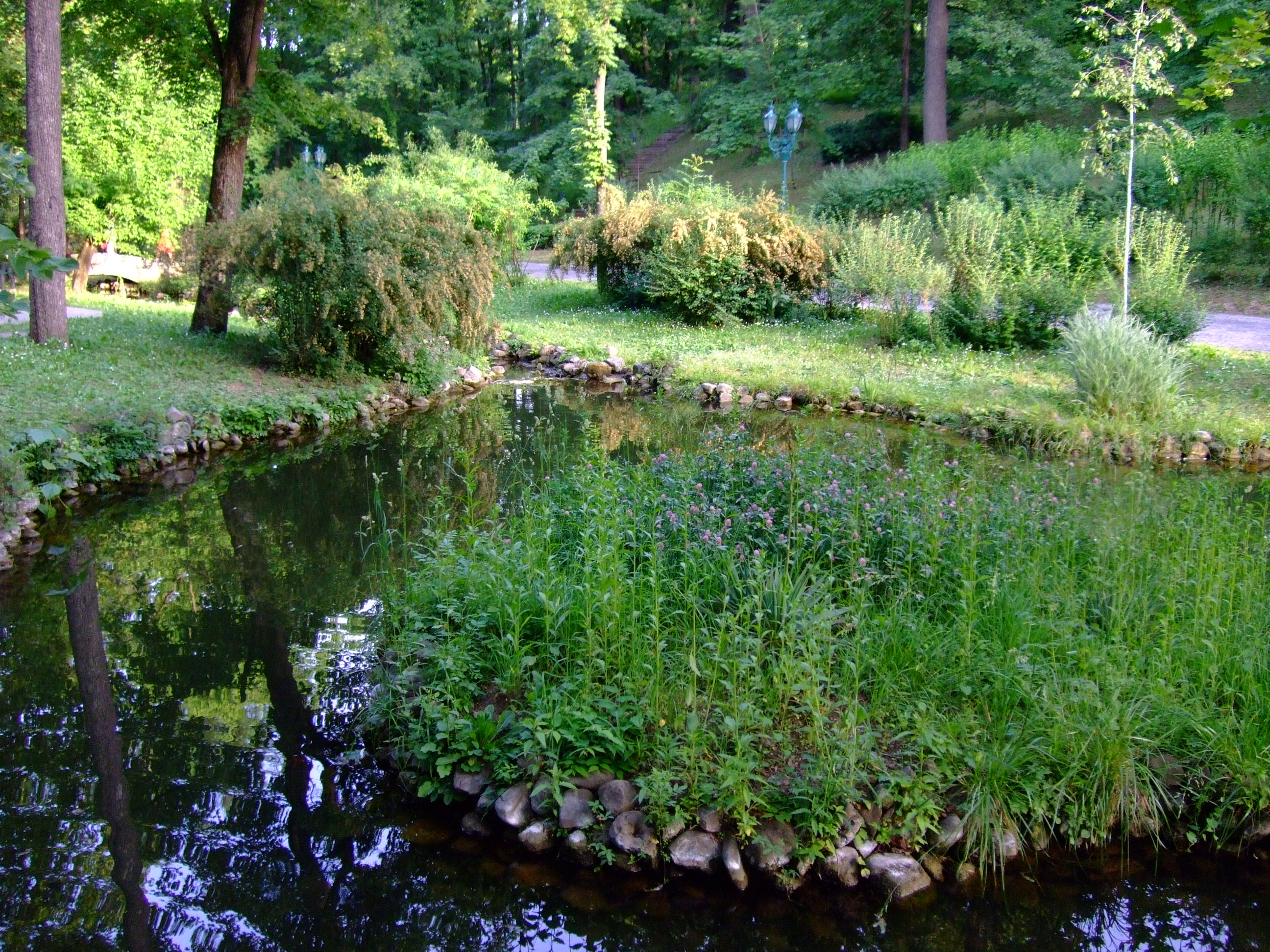
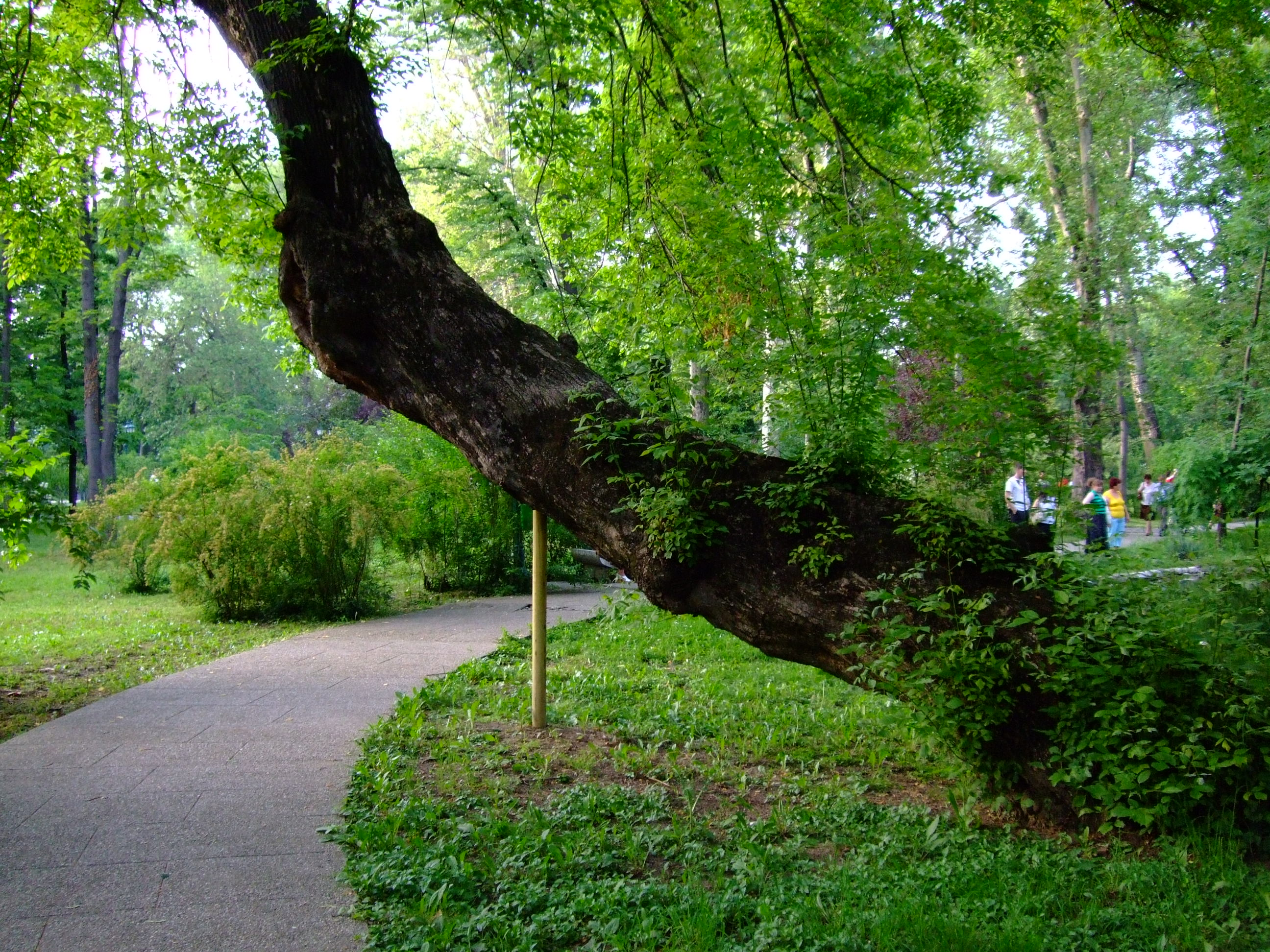